# Francesco Sbarra
Francesco Sbarra (Lucca, 1611 – Vienna, 1668) è stato un drammaturgo italiano.
Autore di forbitissimi e aulici melodrammi e opere religiose, fu poeta personale dell'imperatore Leopoldo I d'Asburgo.